# Зведена статистика

Коробковий графік експерименту Майкельсона–Морлі, що подає декілька зведених статистичних даних.

В описовій статистиці зведена статистика використовується для узагальнення набору спостережень, щоб якомога простіше передавати найбільший обсяг інформації. Статистики зазвичай намагаються описати спостереження у різних вимірах
- міра локалізації або центральна тенденція, наприклад середнє арифметичне
- міра статистичної дисперсії, як стандартне середнє абсолютне відхилення
- міра форми розподілу, як-от асиметрія або ексцес
- якщо вимірюється більше ніж одна змінна, міра статистичної залежності, така як коефіцієнт кореляції

Загальною колекцією порядкових статистик, що використовуються як зведена статистика, є п’ятичислове зведення , іноді розширений до семи числового зведення, і зв’язані у коробкову діаграму.
Записи з таблиці дисперсійного аналізу також можна розглядати як зведену статистику.

## Приклади

### Локалізація
Загальними мірами локалізації або центральної тенденції є середнє арифметичне, медіана, мода та інтерквартильне середнє.

### Розкид
Загальноприйнятими мірами статистичної дисперсії є стандартне відхилення, дисперсія, діапазон, інтерквартильний діапазон, абсолютне відхилення, середня абсолютна різниця та стандартне відхилення відстані . Міри, які оцінюють поширення порівняно з типовим розміром значень даних, включають коефіцієнт варіації.
Коефіцієнт Джині спочатку був розроблений для вимірювання нерівності доходів і еквівалентний одному з L-моментів.
Простий підсумок набору даних іноді надається порядковою статистикою як наближення вибраних процентилів розподілу.

### Форма
Загальними мірами форми розподілу є асиметрія або ексцес, тоді як альтернативи можуть опиратися на L-моментах. Іншою мірою є коефіцієнт асиметрії, для якої нульове значення означає центральну симетрію.

### Залежність
Загальною мірою залежності між спареними випадковими змінними є коефіцієнт кореляції Пірсона, тоді як загальною альтернативною зведеної статистики є коефіцієнт рангової кореляції Спірмена. Нульове значення для кореляції відстані означає незалежність.

## Сприйняття зведеної статистики людиною
Люди ефективно використовують зведену статистику, щоб швидко сприйняти суть слухової та візуальної інформації.